# ویلیام ایروینگ (بازیگر)
ویلیام ایروینگ (انگلیسی: William Irving؛ ‏ ۱۷ مهٔ ۱۸۹۳ – ۲۵ دسامبر ۱۹۴۳) بازیگر اهل ایالات متحده آمریکا بود.
از فیلم‌ها یا برنامه‌های تلویزیونی که وی در آن نقش داشته‌است، می‌توان به دیکتاتور بزرگ، دقیقاً درست می‌گی، در یک شب اتفاق افتاد، در جبهه غرب خبری نیست، آقای دیدز به شهر می‌رود، جشن فوتلایت، نینوتچکا، برادوی بیل، و کارناوال اشاره کرد.